# Megalorchis
Megalorchis é um género botânico pertencente à família das orquídeas (Orchidaceae).